# ビルサ・ムンダ空港
ビルサ・ムンダ空港（ビルサ・ムンダくうこう、ヒンディー語: बिरसा मुंडा विमानक्षेत्र、英語: Birsa Munda Airport) は、インドのジャールカンド州ラーンチーにある空港。

## 概要
当空港はラーンチーの市内中心部から5kmのハイヌーに位置しており、空港名はムンダ族の自由戦士であるビルサ・ムンダにちなんだ名称である。年間100万人を超える乗客が利用しており、インドでは28番目に乗客数の多い空港である。

## 乗入れ航空会社及び就航路線
| 航空会社               | 就航地                                                           |
| ---------------------- | ---------------------------------------------------------------- |
| エアアジア・インディア | ベンガルール, ブバネーシュワル, デリー, コルカタ, ハイデラバード |
| エア・インディア       | デリー                                                           |
| エア・オリッサ         | ジャルスグダ（2018年6月15日〜）                                  |
| アライアンスエア       | コルカタ                                                         |
| GoAir                  | ベンガルール, デリー, ムンバイ, パトナ                           |
| IndiGo                 | ベンガルール, デリー, ハイデラバード, コルカタ, ムンバイ, パトナ |
| ビスタラ               | デリー                                                           |